# دير حنا
دير حنا (بالعبريَّة: דֵיר חַנָּא) هي مجلس محلي تقع في منطقة الجليل وإداريًا في المنطقة الشمالية شمال فلسطين، وتقع على تلال الجليل الأسفل على بعد 23 كم (14 ميل) جنوب شرق عكا. ويبلغ عدد سكانها عام 2017 حوالي 10,102 نسمة؛ جميع سُكانها من العرب منهم 80% مُسلمين وحوالي 20% منهم مسيحيين في عام 2014، ومن أهم معالمها التاريخية آثار قلعة ظاهر العمر التي بناها في القرن الثامن عشر.

## التسمية
تم تقديم العديد من التحليلات لأصول اسم البلدة بما في ذلك:
- تعود التسمية إلى اسم قديس مسيحي؛
- تعود التسمية إلى قرية يوهانا أو حانون التي كانت موجودة حتى عام 732 قبل الميلاد ثم مرة أخرى تحت الحكم البيزنطي؛
- تعود التسمية إلى شخصية صليبية غزت المنطقة؛
- تعود التسمية إلى مريم العذراء.

يشير مرقص المعلم أن اسم دير حنا يعود لأصول صليبية، فبعدما احتلّ الصليبيون فلسطين أسسوا ثلاث جماعات عسكرية، وهي فرسان القديس يوحنا المعمدان، وفرسان الهيكل وفرسان القبر المقدس، وقد قامت الجماعة الأولى بتأسيس دير في موقع القرية وأطلقوا عليه اسم «القديس يوحنا»، وقد تبنى ظاهر العمر هذه التسمية، والتي بقيت إلى هذا العصر. لكن يتناقض هذا الرأي مع الباحث ميخائيل آفي يونا، والذي بحسبه يعود أصول تسمية القرية إلى الرومان والذين أسموها «كفر يوحنا»، وقد تبعت إدارياً صفورية آنذاك، أما الصليبيون فقد أسموها «دير حنة».

## تاريخ

### الحقبة الصليبية
في عصر الصليبيين، كان دير حنا إقطاعية معروفة باسم دير حنة (باللاتينية: Berhenne). في عام 1174 كانت واحدة من كاساليا (القرى) التي أعطيت لفيليب لو روس. في عام 1236، أكد نسل فيليب لو روس بيع إقطاعية دير حنة. وفقًا للباحث المعماري أندرو بيترسن، لم يُعثَر على أي آثار للحقبة الصليبية في القرية.

### الحقبة العثمانية

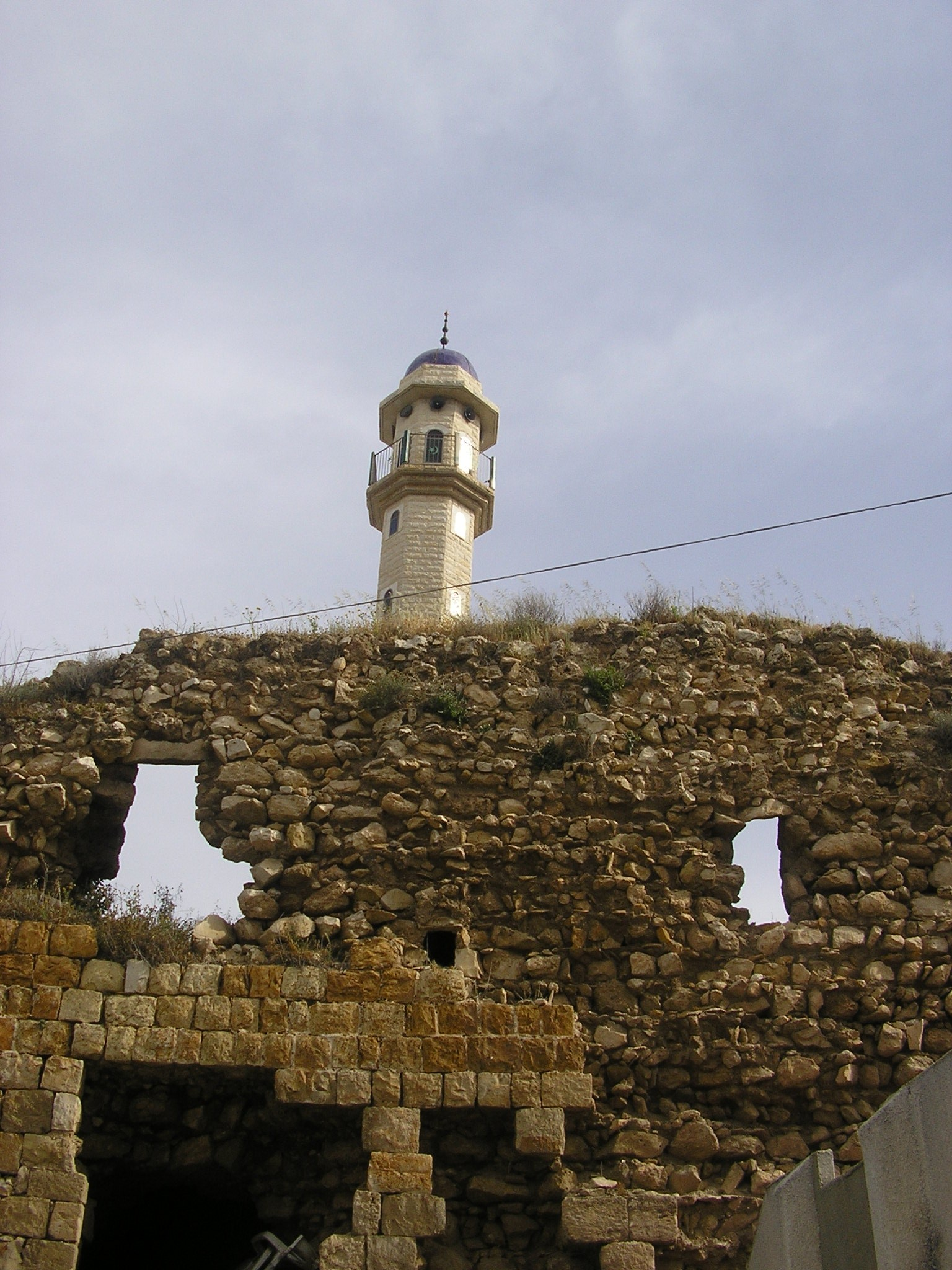
آثار قلعة ظاهر العمر في دير حنا؛ ويظهر في الخلفية مسجد القرية.

أصبحت دير حنا قاعدة ومقر لعائلة الزيداني في القرن الثامن عشر، وبالتالي ازداد أهميتها مع صعود ظاهر العمر إلى السلطة خلال ذلك الوقت. في وقت مبكر إلى منتصف القرن الثامن عشر، أعطى ظاهر العمر شقيقه الأكبر، سعد العمر، الحق في السيطرة على القرية وعلى المناطق بالقرب من عرابة. كانت القريتان بمثابة معقل ريفي لعائلة الزيداني، وقبل الاستيلاء على مدينة عكا الساحلية، كان ظاهر العمر يقيم في دير حنا واستخدمها كقاعدة لعملياته الرئيسية. وكُلف سعد ببناء معظم تحصينات دير حنا وفي الفترة بين عام 1732 وعام 1733، وقام ببناء مسجدها. عندما توفي سعد في عام 1767، طلب ابن ظاهر علي السيطرة على القرية، لكن ظاهر العمر رفض، وبالتالي كسب استياء علي.
بعد هزيمة ظاهر العمر وقتله على يد الجيش العثماني في عام 1775، استولى علي الظاهر على دير حنا. وشن الحاكم العثماني أحمد باشا الجزار حملة عسكرية ضد أبناء ظاهر العُمر وحاصر دير حنا. سمحت قوة قلعة القرية لعلي بمقاومة الحصار لعدة أشهر حتى تلقى أحمد باشا الجزار تعزيزات من حسن باشا جزايرلي في يوليو عام 1776. ومع اشتداد الحصار، تمكن علي من الفرار من القرية والسعي إلى الأمان في جبل لبنان، واستقر في قرية نيحا في الشوف. في 22 يوليو من نفس العام، أجبرت أضرار بالغة لحقت بها نيران المدفع العثماني بقية المدافعين على الاستسلام. تم طرد المدافعين الباقين على قيد الحياة من دير حنا من القرية مع عائلاتهم من قبل أحمد باشا الجزار، والذي قام بعد ذلك بهدم أجزاء كبيرة من قلعة القرية.
يعود الفضل لسعد العمر في بناء الأسوار الداخلية العالية لقلعة القرية، والتي كانت تضم في ذلك الوقت 12 برجاً. ويعود الفضل لظاهر العمر في بناء الجدران الخارجية، بينما كان بنى علي الظاهر برجان مبنيان على الجانب الشرقي والغربي للقلعة. تم فصل كلا البرجين الأخيرين عن القلعة وكان من المفترض أن يكونا بمثابة حماية إضافية في حالة الحصار. وكان مسجد الزيداني في دير حنا، قبل تدميره في عام 1776 «الأكثر شهرة بين جميع المباني الزيدانية في الجليل»، بحسب المؤرخ موشيه شارون. ويزعم التقليد المحلي أن المسجد بُني على رأس كنيسة قديمة تعود إلى الحقبة الصليبية وأنّ أحمد باشا الجزار كان معجباً جداً بمسجد سعد ونسخ تصميمه لمسجده الذي يحمل الإسم نفسه في عكا.
أعاد الفلاحون المحليون الإقامة في دير حنا في وقت ما بعد هجوم الجزار باشا، لكن القرية لم تسترد مكانتها ولم تعد تشكل تهديدًا للسلطة العثمانية. في عام 1838 تمت الإشارة إلى دير حنا كقرية مسيحية وإسلامية في منطقة إيش شاغور، الواقعة بين صفد وعكا وطبرية. في عام 1875 وجد فيكتور جويرين 40 أسرة مسلمة وأربع عائلات مسيحية أرثوذكسية تعيش في دير حنا. في عام 1881 وصف صندوق استكشاف فلسطين القرية وأعمال البناء في عصر ظاهر العمر بأنها «جدران عالية في جميع أنحاء القرية، مبنية من الحجر. الجدران لها أبراج مستديرة. .. وإنها تقع على قمة سلسلة من التلال العالية، وتضم على حوالي 400 مسيحي. وهي محاطة ببساتين الزيتون والأراضي الصالحة للزراعة. يتم الحصول على المياه من الصهاريج وبركة قديمة مرصوفة إلى الشمال من القرية».
أظهرت قائمة السكان من حوالي عام 1887 أن تعداد سكان دير حنا قد وصل إلى حوالي 365 نسمة، منهم حوالي 280 مسلم وحوالي 85 مسيحي روم كاثوليكي.

### الانتداب البريطاني

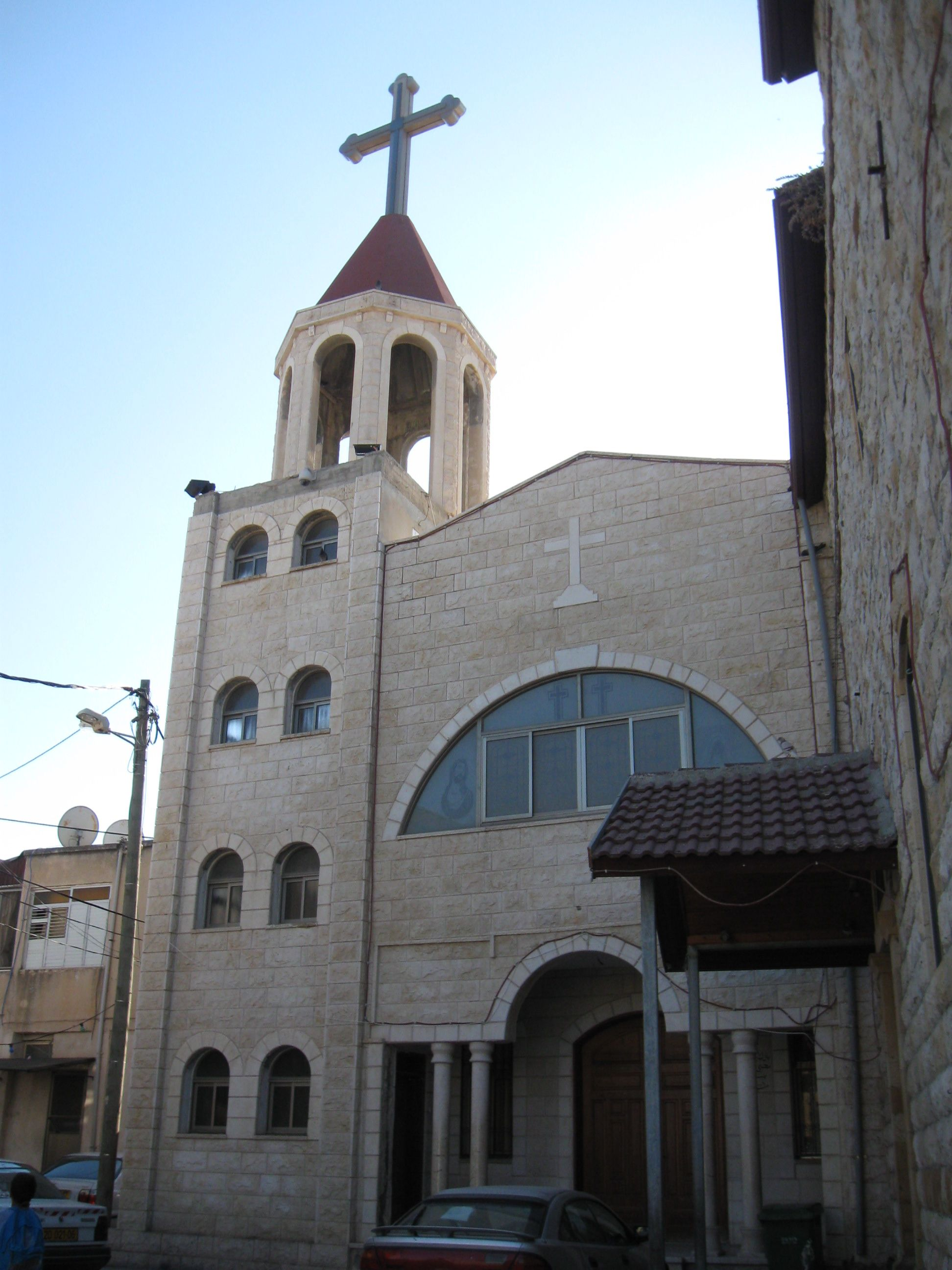
كنيسة القديس يوحنا الرسول الجديدة في دير حنا.

في تعداد فلسطين لعام 1922 الذي أجرته سلطات الانتداب البريطاني، كان عدد سكان دير حنا 429 نسمة؛ منهم حوالي 320 مسلمًا وحوالي 109 مسيحيًا، حيث كان جميع المسيحيين من الطائفة الأرثوذكسية. وبحلول عام 1931، زاد عدد السكان إلى 563 نسمة؛ وكان منهم حوالي 427 مسلم وحوالي 136 مسيحي، عاشوا في ما مجموعه 117 منزلاً.
في إحصاءات عام 1945، كان عدد سكان القرية حوالي 750 نسمة، منهم حوالي 540 مسلم وحوالي 210 مسيحي، وضمت القرية حوالي 15,350 دونم من الأرض. من هذا كان هناك 2,799 دونماً من الأراضي المزروعة والأراضي القابلة للري، وحوالي 5,224 منها كانت تستخدم للحبوب، في حين أن 38 دونماً كانت من الأراضي المبنية.

### العصور الحديثة
خلال عملية حيرام بين 29 إلى 31 أكتوبر عام 1948، استسلمت القرية للجيش الإسرائيلي المتطور. هرب العديد من السكان إلى الشمال ولكن بقي بعضهم ولم يطردهم الجنود الإسرائيليون. وبقيت دير حنا بموجب الأحكام العرفية حتى عام 1966.
تشكل دير حنا مثلث يوم الأرض مع سخنين وعرابة. مرت البلدة بعملية تحديث شاملة في السنوات العشر الماضية، والآن لديها نظام تعليمي كامل ومرافق رعاية صحية وملاعب رياضية.[بحاجة لمصدر] في عام 2014 كان حوالي 20% من سكان القرية من أتباع الديانة المسيحية من طائفة الروم الملكيين الكاثوليك ويتألف المسيحيين من الحمائل التالية: أشقر، وحايك، وحبيب، وحناوّي، وحوراني، وخوري، وشوفاني، وعطوان، والمعلّم، ونخلة، وسكّر. وقد سكنتها في السابق ثلاثة حمائل مسيحية أخرى وهي برّاك والبليك والحسّا. يذكر أن أفراد حمولة الصبّاغ وشمشوم تركت القرية إلى مدن أخرى في البلاد مثل الناصرة وشفاعمرو. ويشكل المسلمون حوالي 80% من سكان القرية ومن كبرى الحمائل الإسلامية فيها هي حُسين ودغش وخطيب وحمود ودحابرة.
في عام 2017 نما عدد السكان بمعدل نمو سنوي بلغ 1.6%. وكانت في المرتبة الثالثة من أصل عشرة في المؤشر الاجتماعي-الاقتصادي في عام 2015. وبلغت نسبة المؤهلين للحصول على شهادة الثانوية العامة أو البجروت بين طلاب الصف الثاني عشر بين عام 2016 وعام 2017 حوالي 88.8%. وكان متوسط الراتب الشهري للسكان في نهاية عام 2016 هو 6,158 شيكل جديد بالمقارنة مع المتوسط الوطني حوالي 8,913 شيكل جديد.
في عام 2021، بلغ عدد السكان 10,599 نسمة. 5,344 ذكر و5,255 أنثى. 99.9% منهم عرب، 90.1% من العرب مسلمون و9.9% مسيحيون. وفي نفس العام كان الراتب المتوسط للذكر في الشهر هو 8,381 شاقل بينما للأنثى 5,122 شاقل.  بالإضافة إلى ان نسبة المؤهلين لشهادة الثانوية العامة (شهادة بجروت)إنخفضت إلى 87.6%. 

## معالم
تضم دير حنا قلعة من عصر ظاهر العمر، ولا تزال أجزاء من هذه القلعة قائمة، وكذلك أسوار المدينة وكنيسة القرية القديمة والمسجد، وهي تعتبر من المعالم السياحية. وقد امتاز قصر سعد العمر بضخامته وفنه المعماري كان الصعود إليه بممر واسع بنيت في جهتيه اعمدة عالية مزينة بأقواس خشبية بين الأعمدة علقت حلقات معدنية لتعليق القناديل وقد ظن البعض أنها استخدمت لتثبيت المشانق للمحكوم عليهم بالإعدام. جدران لسلاح والثاني مقسم إلى غرف سكنية في جدران القصر فتحات لإطلاق النار وفيه بئران جمعت مياههما من أعلى السطح حيث يصل إلى كل منهما قناة من الفخار تتصل بالسطح.

## أعلام القرية
- هيام عباس: ممثلة.
- شفيق حبيب: شاعر

## معرض الصور

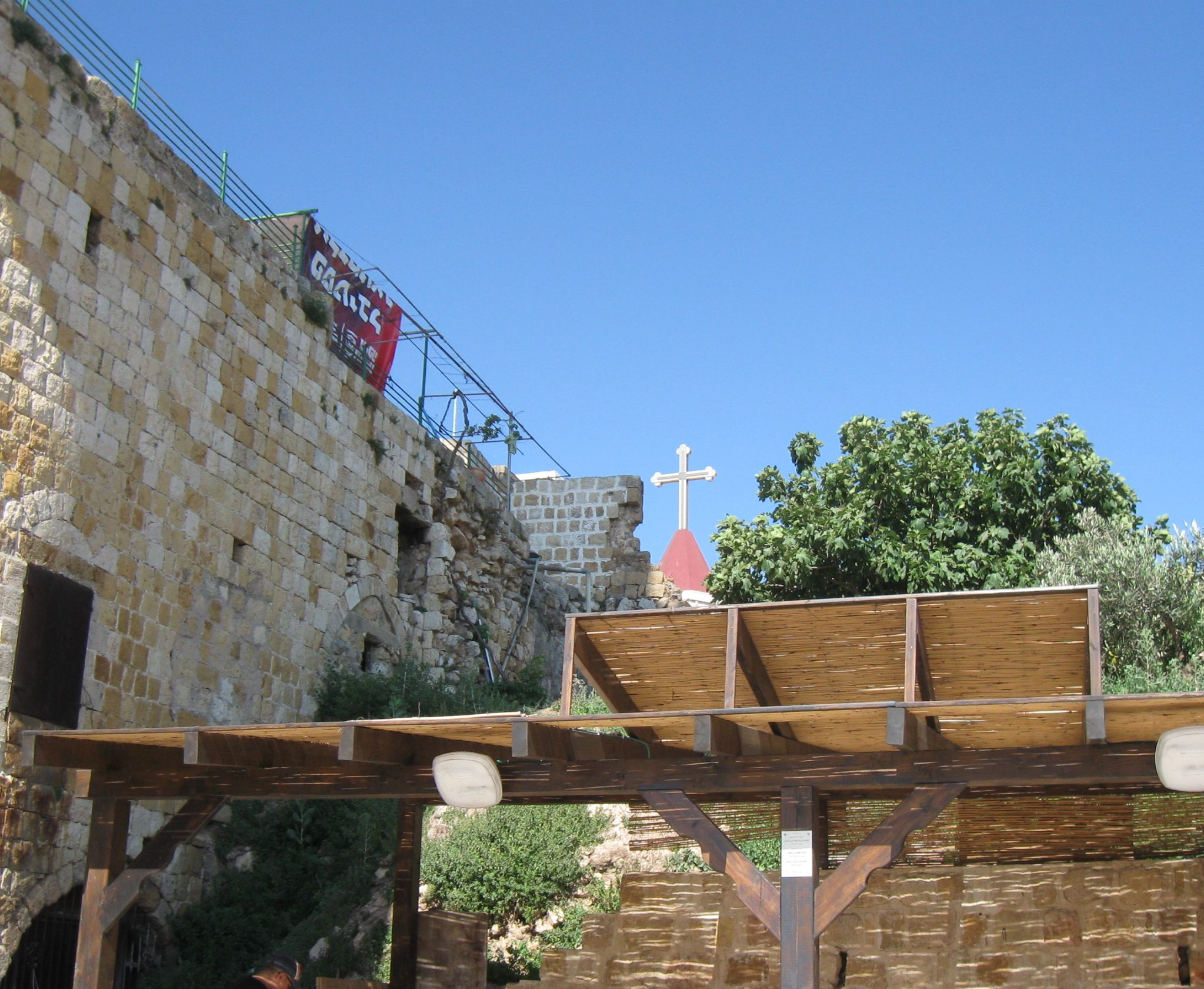
كنيسة يوحنا الرسول للروم الكاثوليك والقلعة
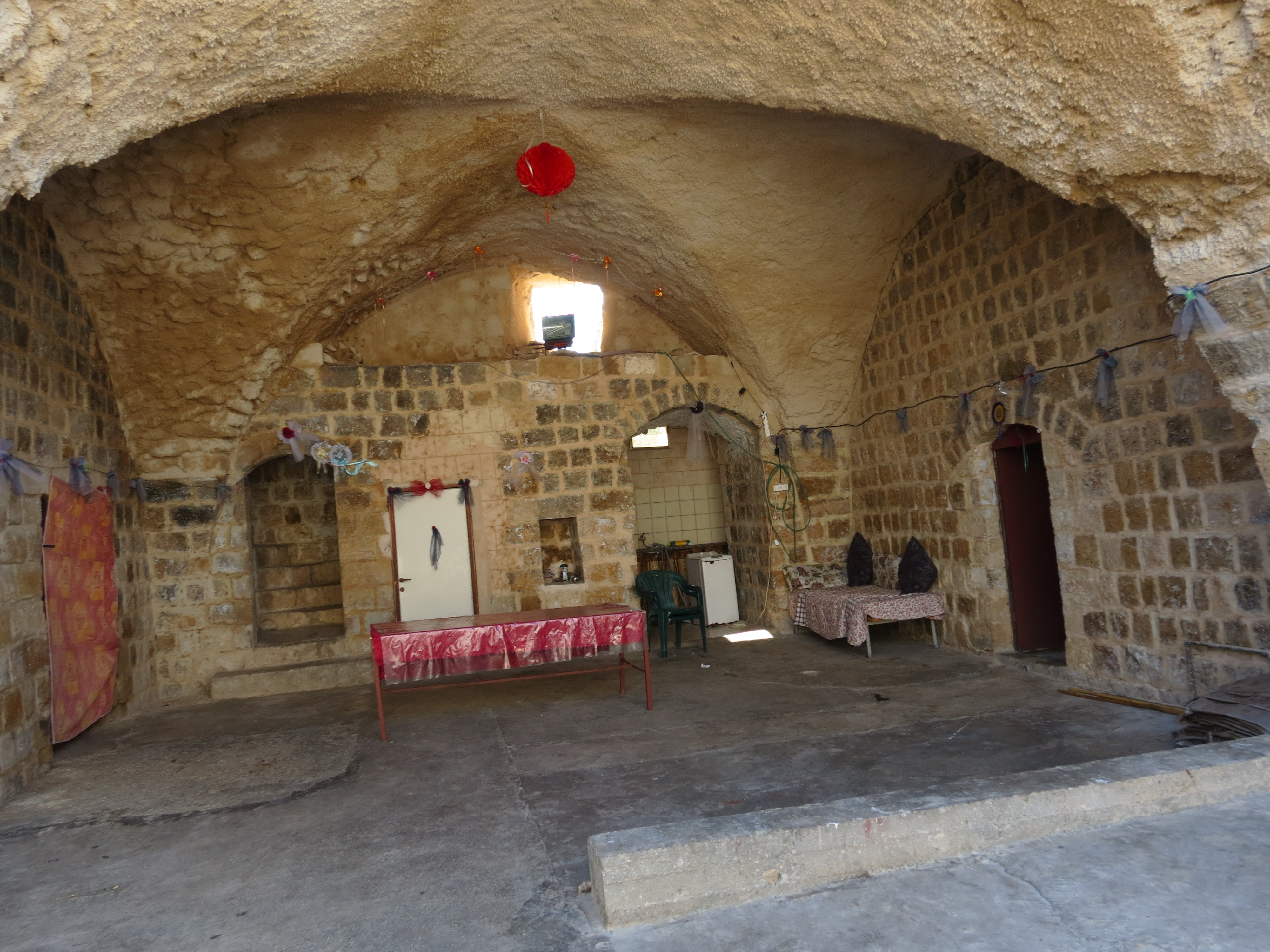
آثار قلعة ظاهر العُمر
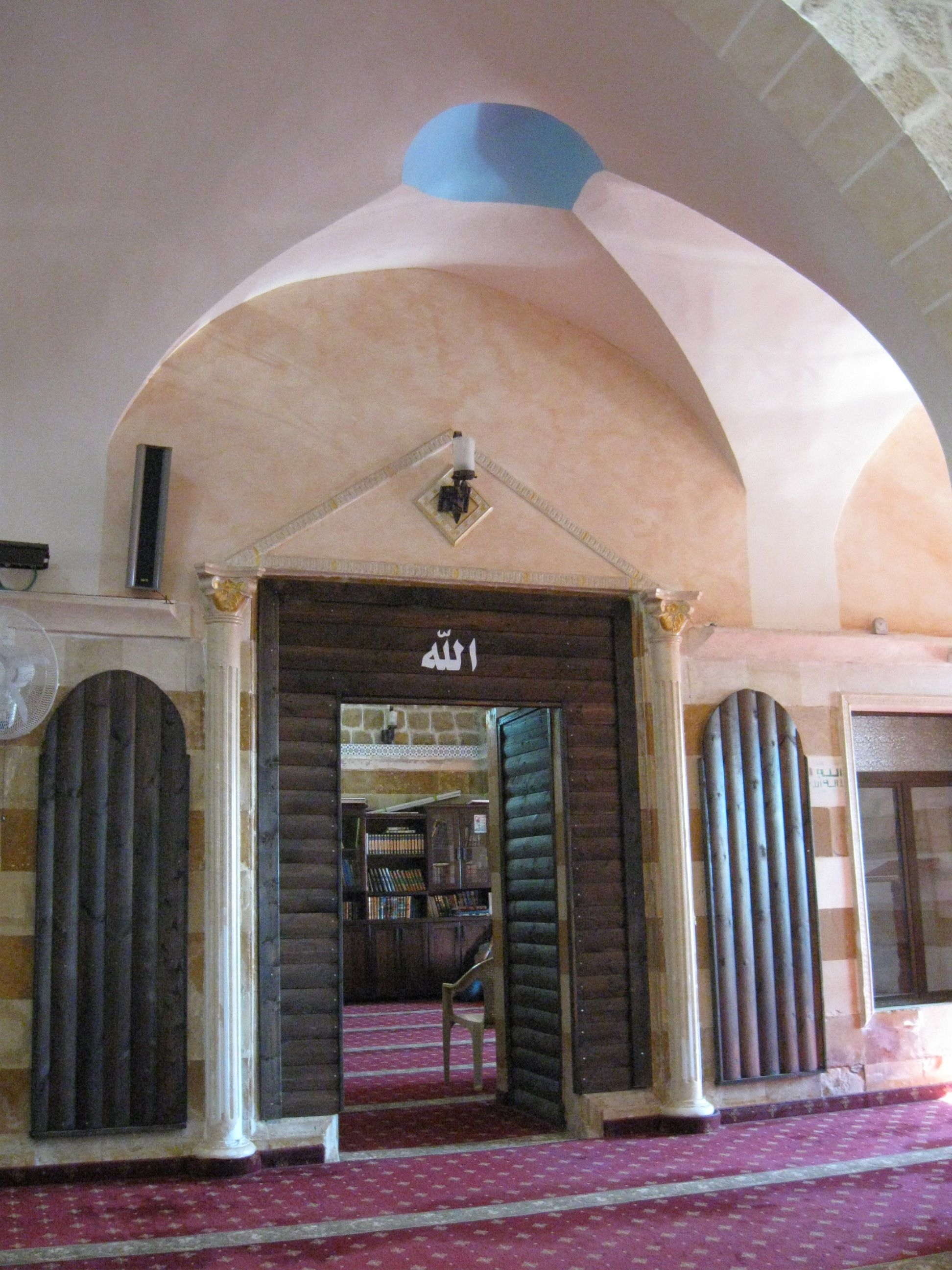
مسجد دير حنا
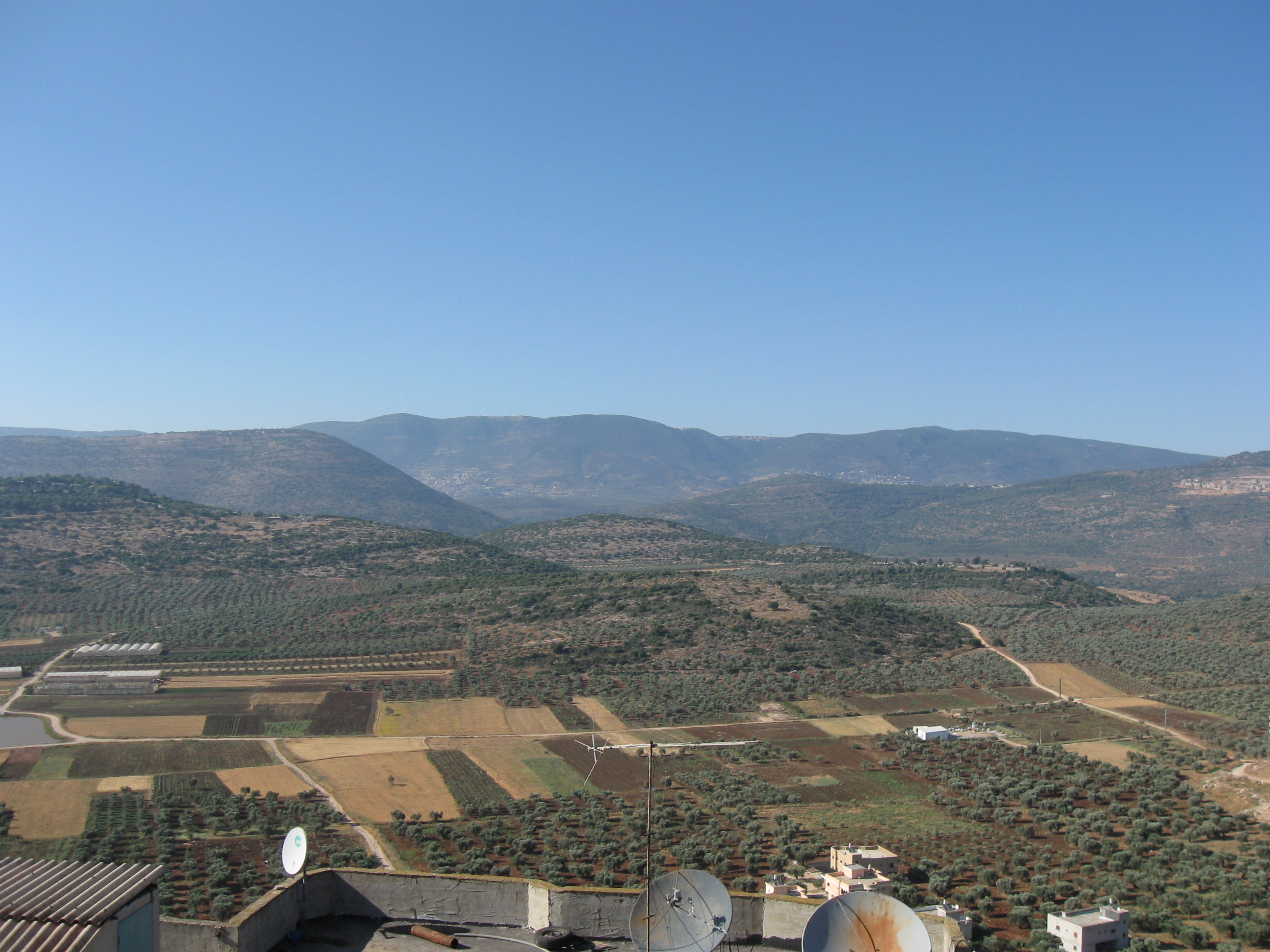
بساتين في أطراف دير حنا
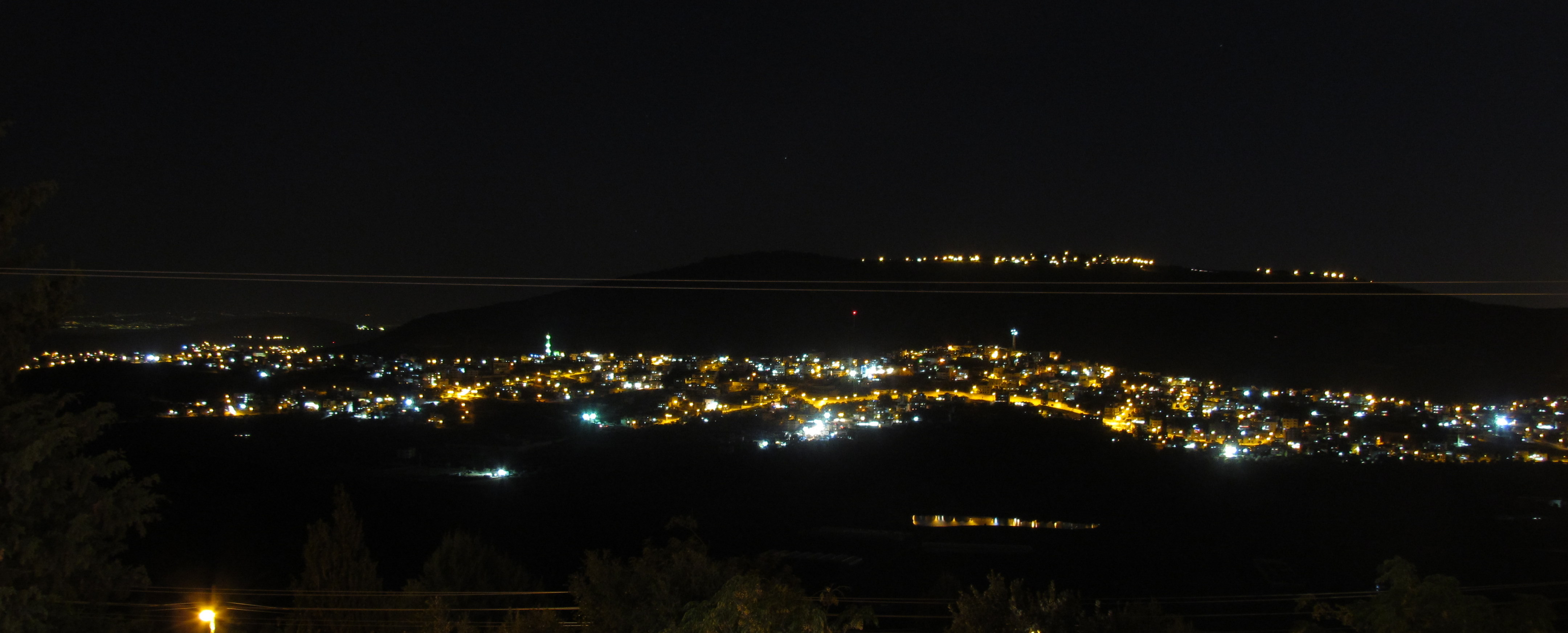
دير حنا ليلاً